# Relaciones Irak-Perú
Las relaciones Irak-Perú (en árabe: العلاقات بين العراق وبيرو‎; en kurdo: پەیوەندی نێوان عێراق و پیرۆ) se refieren a las relaciones internacionales entre la República de Irak y la República del Perú. 

## Historia
Perú e Irak establecieron relaciones diplomáticas en 1975, por intermedio de sus representantes ante la Organización de Naciones Unidas. Al año siguiente una delegación del Ministerio de Comercio Exterior y Turismo del Perú visitó Bagdad, suscribiendo una minuta de acuerdo. En el año 1986 una delegación peruana visitó nuevamente la capital iraquí, donde suscribieron una minuta de entendimiento.
La República de Perú no apoyó la invasión de Irak. Pese a ello, medios internacionales reportaron la participación de mercenarios peruanos en el conflicto.
En 2012 el vicecanciller del Perú, José Beraún Araníbar, se reunió en Bagdad con el vicepresidente iraquí, Khozar Al-Khozai, donde declararon su voluntad de renovar sus relaciones diplomáticas.  En 2017 el gobierno de Perú incautó tablillas cuneiformes, las que fueron devueltas por el Instituto Nacional de Cultura a una comitiva oficial iraquí.

## Misiones diplomáticas
- Irak no cuenta con representaciones diplomáticas ni consulares en Lima.
- Perú no cuenta con representaciones diplomáticas ni consulares en Bagdad.